# تپه قلاخرابه زواریجان
تپه قلاخرابه زواریجان مربوط به سدهٔ ۴ تا ۶ ه.ق - دوره سلجوقیان است و در شهرستان بروجرد، بخش مرکزی، دهستان دره صیدی، ۳۵۰ متری شمال غرب روستای زواریجان واقع شده و این اثر در تاریخ ۲۸ اسفند ۱۳۸۵ با شمارهٔ ثبت ۱۸۳۵۷ به‌عنوان یکی از آثار ملی ایران به ثبت رسیده است.